# 大鱗冠鰈
大鱗冠鰈為輻鰭魚綱鰈形目鰈亞目冠鰈科的其中一種，為熱帶海水魚，分布於印度洋南非、緬甸海域，體長可達4.5公分，棲息在底層水域，生活習性不明。